# 추억은 방울방울
《추억은 방울방울》(おもひでぽろぽろ)은 오카모토 호타루와 도네 유코의 만화를 원작으로 만든 타카하타 이사오 감독의 영화로 어느 직장여성의 회상과 여행을 통해 1960년대 과거와 현재가 공존하는 농촌문제를 허심탄회하게 보여주는 1991년 애니메이션 영화다.

## 개요
도쿄에서 태어나 성장한 타에코는 시골 생활에 대한 동경이 있다. 그녀는 회사에서 휴가를 내고, 고속전철을 타고 혼자서 야마가타현의 시골로 여행을 떠난다. 여행을 가는 사이에 과거에 있었던 일들을 떠올리게 된다.

## 줄거리
오카지마 타에코는 도쿄에서 태어나고 자란 탓에 농촌에 대한 동경을 가지고 있다. 이 번에 언니의 결혼으로 시골에 친척이 생겨 형부의 가족들과 함께 벼 베기를 도왔고, 그 후, 1년 뒤에 여름 휴가를 이용해 이 꽃을 따러 다시 야마카타를 방문했다. 그때 타에코를 맞이해준 건 샐러리맨을 그만두고 시골로 내려와 농업을 시작한 청년 토시오. 농촌에 대한 동경과 직장을 그만두고 농촌일을 하는 토시오에게 호감이 간 타에코는 금세 토시오와 친해진다. 타에코는 토시오에게 자신이 자라온 옛 추억을 이야기하며 그 당시의 모습을 그리워 한다. 그런 둘을 유심히 지켜본 할머니는 타에코가 휴가가 끝나고 돌아가기 하루 전에 토시오와 결혼을 제의하게 되고 이에 타에코는 혼란에 빠지게 된다. 혼란스러움을 잠재우고자 산책을 하던 타에코는 토시오를 만나 이야기를 하며 시간을 보낸 후, 토시오 가족과 겨울에 다시 만나기로 하고 기차를 타게 된다. 하지만 기차를 타고 가는 타에코는 무엇인가 마음을 굳힌 듯 다음 역에서 내린다.

## 성우진
| 배역            | 일본어 성우           | 한국어 성우 | 영어 성우                     |
| --------------- | --------------------- | ----------- | ----------------------------- |
| 오카지마 타에코 | 이마이 미키 혼나 요코 | 문선희      | 데이지 리들리 앨리슨 퍼낸데즈 |
| 토시오          | 야나기바 토시로       | 임진응      | 데브 파텔                     |
| 나나코          | 야마시타 요리에       | 정옥주      | 로라 베일리                   |
| 야에코          | 미노와 유키           | 오수경      | 애슐리 엑스타인               |
| 타에코 엄마     | 테라다 미치에         | 최문자      | 그레이 그리핀                 |
| 타에코 아빠     | 이토 마사히로         | 불명        | 매슈 양 킹                    |
| 타에코 할머니   | 키타가와 치에         | 오수경      | 모나 마셜                     |
| 다니 쓰네코     | 이이즈카 마유미       | 불명        | 호프 레비                     |
| 아이코          | 오시타니 메이         | 불명        | 스테파니 셰이                 |
| 토코            | 고마네 메구미         | 불명        | 에이바 에이커스               |
| 리에            | 다키자와 유키요       | 불명        | 매들린 로즈 옌                |
| 스              | 이시카와 마사시       | 불명        | 제이든 베츠                   |
| 히로타 슈지     | 마스다 유키           | 불명        | 지어넬라 틸먼                 |
| 아베            | 사토 히로즈미         | 불명        | 톰 홀랜드                     |
| 가즈오          | 고토 고지             | 불명        | 로라 베일리                   |
| 기요코          | 이시카와 사치코       | 불명        | 수말리 몬타노                 |
| 나오코          | 와타나베 마사코       | 불명        | 타라 스트롱                   |
| 토시오 할머니   | 이토 신               | 불명        | 니카 퍼터먼                   |

## 수상경력
- 일본 아카데미 화제상을 수상하였다.[1]